# Estany de Vilanova de Raò

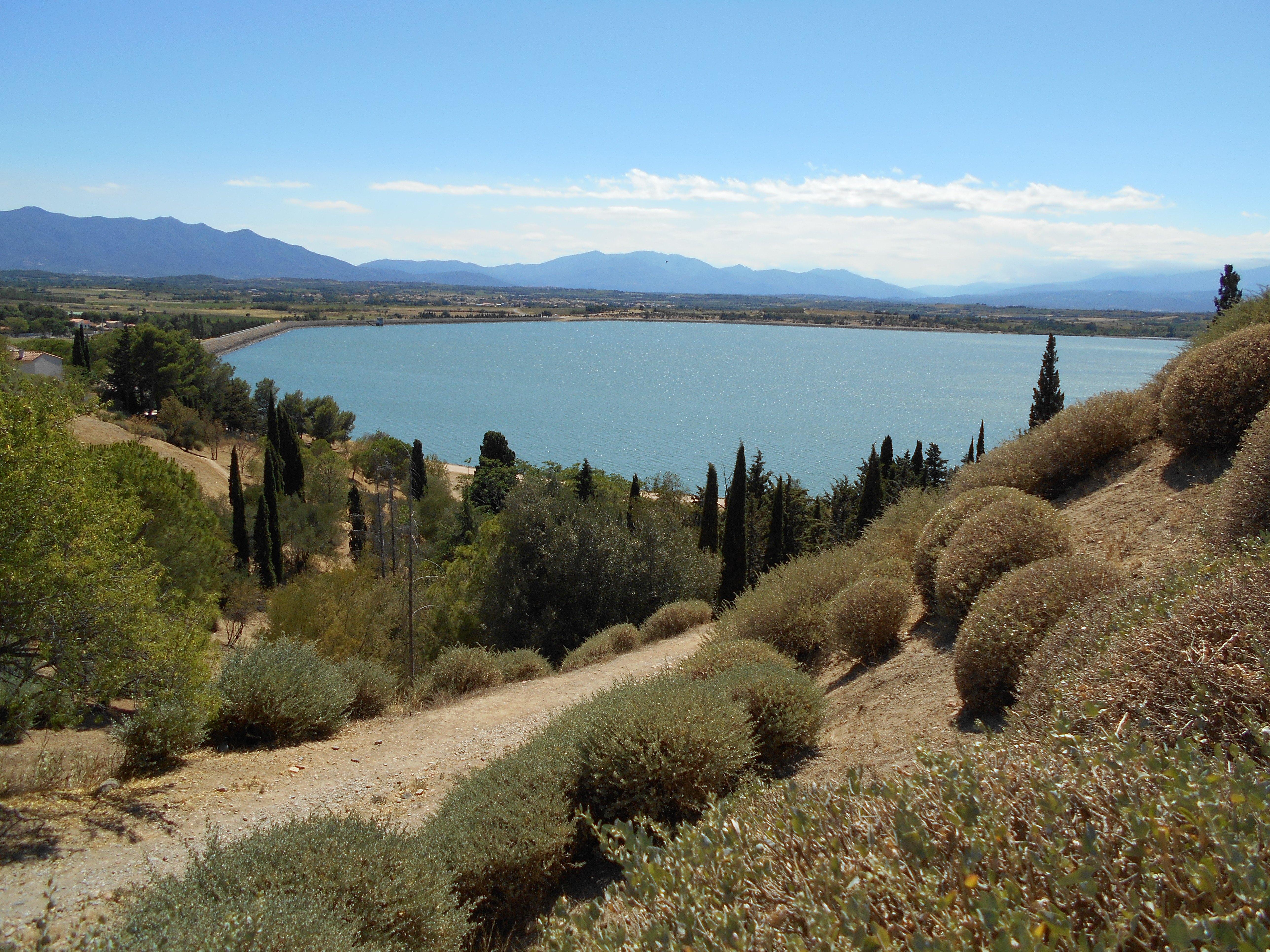
L'Estany, des de Vilanova de Raò

L'Estany de Vilanova de Raò, de Vilanova, o de Raò és un embassament de 18 milions de m³ d'aigua, situat a la plana del Rosselló, a la Catalunya del Nord. Encara que limita amb quatre termes municipals (Bages de Rosselló, Montescot, Pollestres i Vilanova de Raò), només el nucli urbà d'aquesta darrera població és a ran del llac, en el seu extrem nord-est.

## Geografia
Per a la construcció de l'embassament hom aprofità una depressió del terreny, que va ser tancada pel costat est amb un dic de terra. L'estany resultant es nodreix per un canal hidràulic que drena una part de les aigües sobreres que pugui tenir el canal de Perpinyà (de novembre a març). Pel que fa a les aportacions naturals d'aigua, són negligibles a causa d'una pluviometria escassa i a una evaporació important a causa de temperatures hivernals elevades, als estius càlids i al vent sec i violent que hi bufa sovint. Desguassa a la banda est per un canal que es connecta subterràniament amb l'Agulla de la Mar; per aquesta, l'aigua arriba a desembocar a l'estany de Sant Nazari.
L'Agulla de l'Aigual és un canal de drenatge o agulla de la Catalunya del Nord que discorre dins dels termes de Vilanova de Raò i Montescot, a la plana del Rosselló. Es forma com a drenatge de l'estany de Vilanova, i desemboca en l'Agulla de la Mar, al nord-oest del poble de Montescot, després d'un breu recorregut d'1,9 km. Es tracta d'un dels canals de drenatge de la plana del Rosselló, que drena l'estany esmentat.

## Història
L'antic estany d'unes 150 hectàrees de Vilanova de Raò va ser eixugat el 1854, i va esdevenir una zona de cultiu. L'estany nou va ser fet pel Consell General dels Pirineus Orientals en el mateix lloc a partir del 1977. Va ser concebut principalment per a regadiu, però el temps n'ha fet un atractiu turístic.

## Activitats turístiques
Encara que la seva finalitat inicial era per a regadiu, a partir de l'estiu del 2000 es va convertir igualment en un lloc lúdic, accessible a persones amb minusvalideses. L'estany és zona de bany i de passeig, així com reserva de caça i pesca. Hom hi plantà una pineda, hi construí una platja artificial i un embarcador, i s'hi han obert un càmping i algunes botigues. A més de la pesca, el llac permet la pràctica del windsurf, el rem i la vela esportiva. La pesca hi és autoritzada tot l'any, fins i tot a les nits per als pescadors de carpes.

## Reserva ecològica
Al sud-oest del llac principal s'estén una reserva ecològica de catorze hectàrees on la pesca i les activitats turístiques no hi són permeses a fi de protegir la vida animal. A banda de la fauna piscícola, aquesta protecció és especialment interessant per a l'avícola; algunes espècies d'ocells migratoris hi descansen en els seus desplaçaments.

## Protecció contra els incendis
Els bombers l'empren en la lluita contra els incendis forestals, carregant-hi l'aigua que necessiten els seus helicòpters i avions.